# Leersia hexandra
Espèce
Classification phylogénétique
Leersia hexandra est une espèce de plantes monocotylédones de la famille des  Poaceae (Graminées), sous-famille des Oryzoideae, à répartition pantropicale.
C'est une plante herbacée, vivace, rhizomateuse, subaquatique, pouvant atteindre 90 cm de haut.
Cette espèce a été introduite dans de nombreuses régions, devenant parfois une plante envahissante. C'est aussi une mauvaise herbe dans différentes cultures, en particulier le riz.
Elle est également cultivée comme plante fourragère pour le bétail.

## Liste des sous-espèces
Selon Tropicos (3 septembre 2016) (Attention liste brute contenant possiblement des synonymes) :
- sous-espèce Leersia hexandra subsp. grandiflora (Döll) Roseng., B.R. Arrill. & Izag.
- sous-espèce Leersia hexandra subsp. hexandra